# Hypophytala
Hypophytala là một chi bướm ngày thuộc họ Lycaenidae.